# Emden Außenhafen
Emden Außenhafen – stacja kolejowa w Emden, w kraju związkowym Dolna Saksonia, w Niemczech. Znajduje się tu 1 peron.